# Alexei Nikolaevich, Czarevich da Rússia
Alexei Nikolaevich Romanov (em russo: Цесаревич Алексей Николаевич Романов; São Petersburgo, 12 de agosto de 1904 [OS 30 de julho] – Ecaterimburgo, 17 de julho de 1918) foi o último tsesarevich (herdeiro aparente ao trono do Império Russo), como filho mais novo e único filho varão do imperador Nicolau II e da imperatriz Alexandra Feodorovna, tendo nascido com a hemofilia, que seus pais tentaram tratar com os métodos de um camponês curandeiro chamado Grigori Rasputin.
Após a Revolução de Fevereiro de 1917, ele e sua família foram enviados para o exílio interno em Tobolsk, na Sibéria. Logo depois que os bolcheviques tomaram o poder, ele foi executado ao lado de seus pais, quatro irmãs e três retentores durante a Guerra Civil Russa por ordem do governo bolchevique, embora os rumores de que ele havia sobrevivido persistissem até a descoberta de 2007 dele e de uma de suas irmãs.  Em 17 de julho de 1998, no octogésimo aniversário de sua execução, seus pais e três irmãs, juntamente com seus fiéis retentores, foram formalmente enterrados na Catedral de São Pedro e São Paulo. Alexei e sua irmã Maria ainda não estão enterrados. A família foi canonizada como portadora da paixão pela Igreja Ortodoxa Russa em 2000.
Alexei sofria de hemofilia por seu parentesco com a rainha Vitória do Reino Unido (portadora da doença), o que levou a sua mãe a confiar cegamente em Grigori Rasputin, um monge siberiano que, supostamente, o curava durante as suas crises. A sua vida acabou de forma trágica no dia 17 de julho de 1918 quando foi assassinado juntamente com a sua família em Ekaterinburgo, nos montes Urais. Em consequência do seu assassinato, Alexei foi canonizado pela Igreja Ortodoxa Russa como Portador da Paixão.

## Biografia

### Família e infância

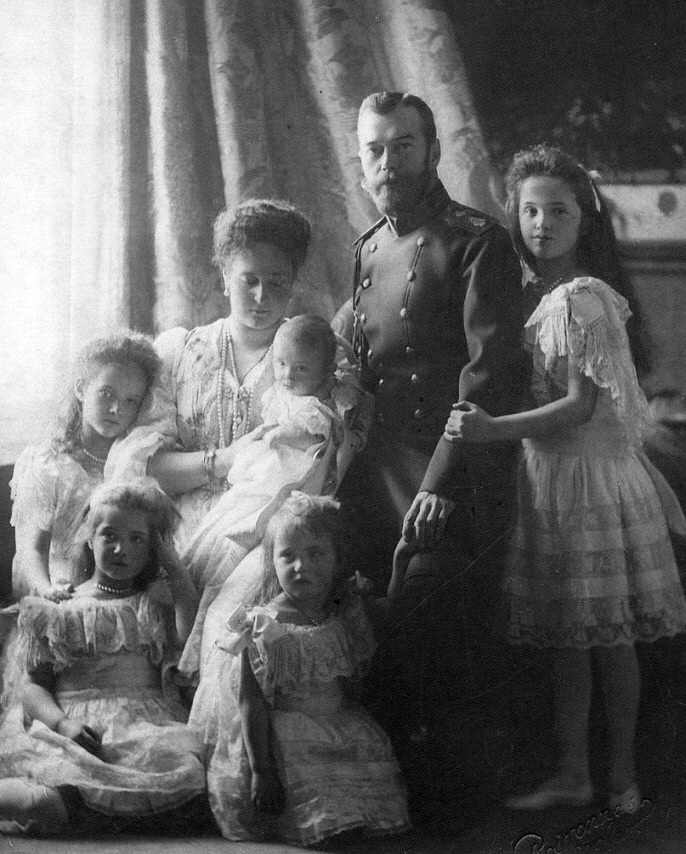
Alexei (nos braços da mãe) com os pais e as irmãs em 1904.

Alexei nasceu em 12 de agosto [OS 30 de julho] em 1904 no Palácio Peterhof, na Província de São Petersburgo, Império Russo. Ele era o caçula de cinco filhos e o único filho nascido do imperador Nicolau II e da imperatriz Alexandra Feodorovna. Depois de quatro grã-duquesas (Olga, Tatiana, Maria e Anastásia), a chegada do tão esperado herdeiro ao trono foi comemorada de forma grandiosa. Ele foi adorado por seus pais e irmãs e conhecido como "Bebê" na família.  Mais tarde, ele também foi carinhosamente chamado de Alyosha (Алёша).
Alexei foi batizado no dia 3 de setembro de 1904, na capela do Palácio de Peterhof. Os seus padrinhos principais foram a sua avó paterna Maria Feodorovna e o seu tio-avô, o grão-duque Aleixo Alexandrovich. Outros padrinhos incluíam a sua irmã mais velha Olga, o seu bisavô, o rei Cristiano IX da Dinamarca, o rei Eduardo VII do Reino Unido, o príncipe de Gales Jorge e o imperador alemão Guilherme II. Estando a Rússia no meio de uma guerra com o Japão, todos os oficiais e soldados do exército e marinha russos foram padrinhos honorários.
O batizado do novo czarevich foi também a primeira cerimônia oficial na qual participaram alguns membros mais novos da família imperial, incluindo os filhos mais novos do grão-duque Constantino Constantinovich, as irmãs mais velhas de Alexei, Olga e Tatiana e a sua prima, a princesa Irina Alexandrovna. Para esta ocasião, os rapazes usaram uniformes militares em miniaturas e as raparigas usaram uma versão menor do vestido da corte. O sermão foi lido por São João de Kronstadt e o bebê foi levado até ao altar pela Princesa de Galtizine. Como medida de precaução, foram colocadas solas de borracha nos seus sapatos para evitar que escorregasse neles.

Pierre Gilliard, tutor de Alexei e das irmãs, disse sobre o czarevich:
Alexei era o centro das atenções desta família unida, o centro de todas as esperanças e afetos. As irmãs veneravam-no. Ele sempre foi o orgulho e alegria dos pais. Quando ele estava bem, o palácio transformava-se. Tudo e todos que lá estivessem pareciam mergulhados na luz do sol.
Era muito parecido com a sua mãe, Alexandra, segundo Gilliard. Era alto para a sua idade, com um rosto bem definido, feições delicadas, cabelo castanho-claro com um brilho ruivo, e grandes olhos azuis acinzentados, como a mãe.
Alexei tinha poucos meses de vida quando, depois de um fio de sangue começar a escorrer do seu umbigo, se descobriu que sofria de hemofilia.
A hemofilia é uma doença hereditária que impede o corpo de controlar hemorragias tanto externas como internas. A hemofilia impede a coagulação sanguínea, logo, quando um vaso sanguíneo é danificado, um coágulo não se forma e o vaso continua a sangrar por um período excessivo de tempo. A hemorragia pode ser externa, se a pele é danificada por um corte ou negra, ou pode ser interna, em músculos, articulações ou órgãos. Qualquer queda pode dar início a uma hemorragia interna que, por sua vez, pode levar à morte.
O gene que provoca a doença é normalmente transmitido de mãe para filho, uma vez que a fêmea pode ser portadora deste, mas pode não sofrer da doença. Alexei foi afectado pela sua mãe, que recebeu o gene da sua avó Alice, que por sua vez, o recebeu da sua bisavó, a rainha Vitória. Vários membros de famílias reais por toda a Europa que tinham ligações com a de Alexandra sofriam também da doença.

### Personalidade

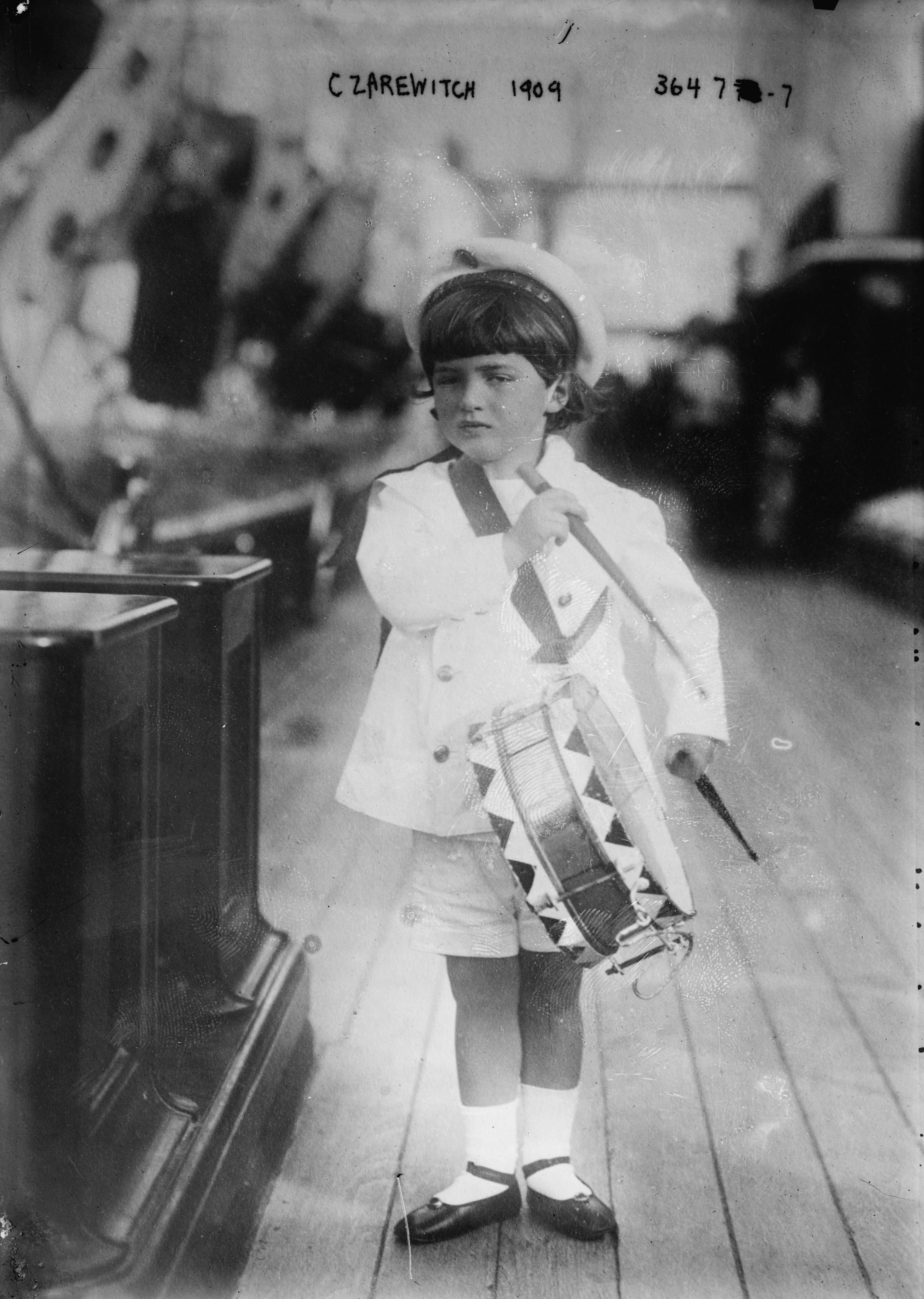
Alexei em 1909, aos 5 anos.

Apesar de inteligente e afectuoso, a educação de Alexei era frequentemente interrompida por ataques de hemofilia e ele era bastante mimado, uma vez que os seus pais não conseguiam discipliná-lo devido à doença. Foram contratados dois marinheiros da marinha imperial, Nagorny e Derevenko, para tomarem conta dele e, acima de tudo, certificarem-se de que ele não se magoava. Ele estava proibido de andar de bicicleta sozinho ou de brincar demasiado. Devido ao facto de o seu sangue não coagular normalmente, qualquer inchaço ou nódoa negra podiam matá-lo. Apesar das restrições à sua actividade, Alexei era activo e mal comportado por natureza. Recusava-se a falar outra língua que não o russo (os filhos de Alexandra falavam inglês com a mãe e russo com o pai) e gostava de usar trajes tipicamente russos. Quando era mais novo gostava de, ocasionalmente, pregar peças aos convidados dos pais. O mais famoso deles envolveu o pequeno príncipe em um jantar formal, abaixando-se à mesa, removendo os sapatos de uma convidada e dando ao seu pai. Nicolau, severamente disse ao menino para pôr o "troféu" onde estava. Alexei fez isso, mas não sem antes colocar um morango maduro no dedo do sapato. Por muitas semanas depois, não foi permitido ao czarevich aparecer nos jantares de Estado.

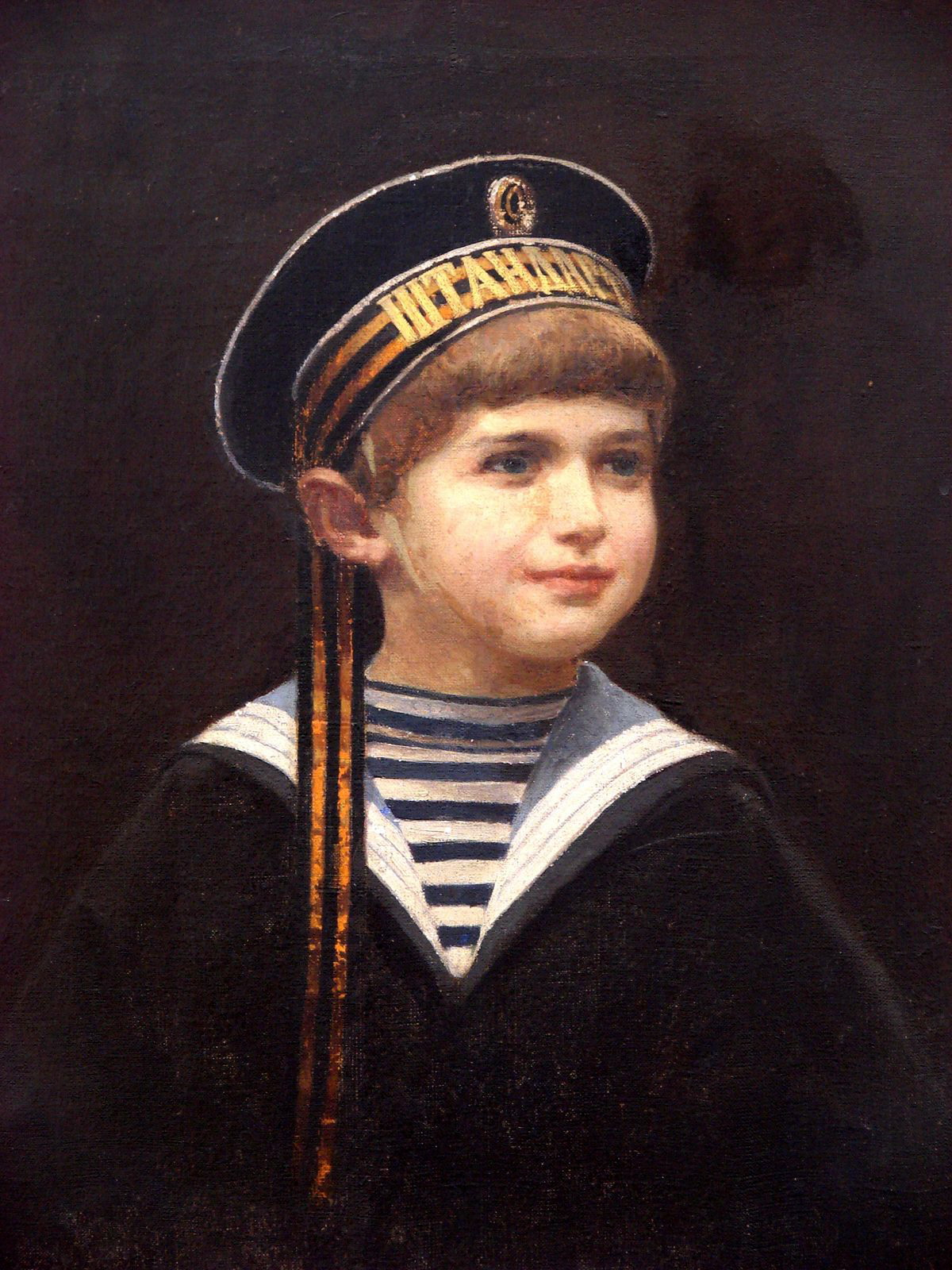
Alexei em uma pintura de 1909, aos cinco anos de idade.

Alexei costumava zombar de um dos marinheiros (Derevenko) que o protegiam e lembrava-o frequentemente da sua incapacidade para o manter quieto. Olha para o gordo a correr!, gritava em ocasiões públicas. Por vezes cumprimentava as pessoas que se curvavam diante dele acertando-lhes com alguma coisa na cara ou dando-lhes um nariz a sangrar. Os pais diziam às vítimas de Alexei que ele era uma criança traquinas.
Com sete anos envergonhou os pais durante um jantar de família. Provocou as pessoas que estavam na mesa, recusou-se a sentar na cadeira, não comeu a comida a lambeu o prato. O seu pai desviou o olhar e tentou ignorar o comportamento do filho. A sua mãe acabou por culpar a irmã Olga, que estava sentada ao pé dele, por não o ter controlado. Segundo o grão-duque Constantino Constantinovich, a reacção de Alexandra não fez sentido. A Olga não consegue lidar com ele, escreveu no seu diário.
O tutor de Alexei, Pierre Gilliard, falou com os seus pais sobre o seu comportamento, acabando por os convencer de que a autonomia o ajudaria a desenvolver melhor o seu controle. Com o tempo Alexei acabou por ganhar uma liberdade fora do comum e, associada à sua doença, acabaram por lhe dar mais consciência. Os cortesões relataram que suas constantes enfermidades também faziam-no sensível aos sofrimentos alheios.

### Hemofilia e Rasputin

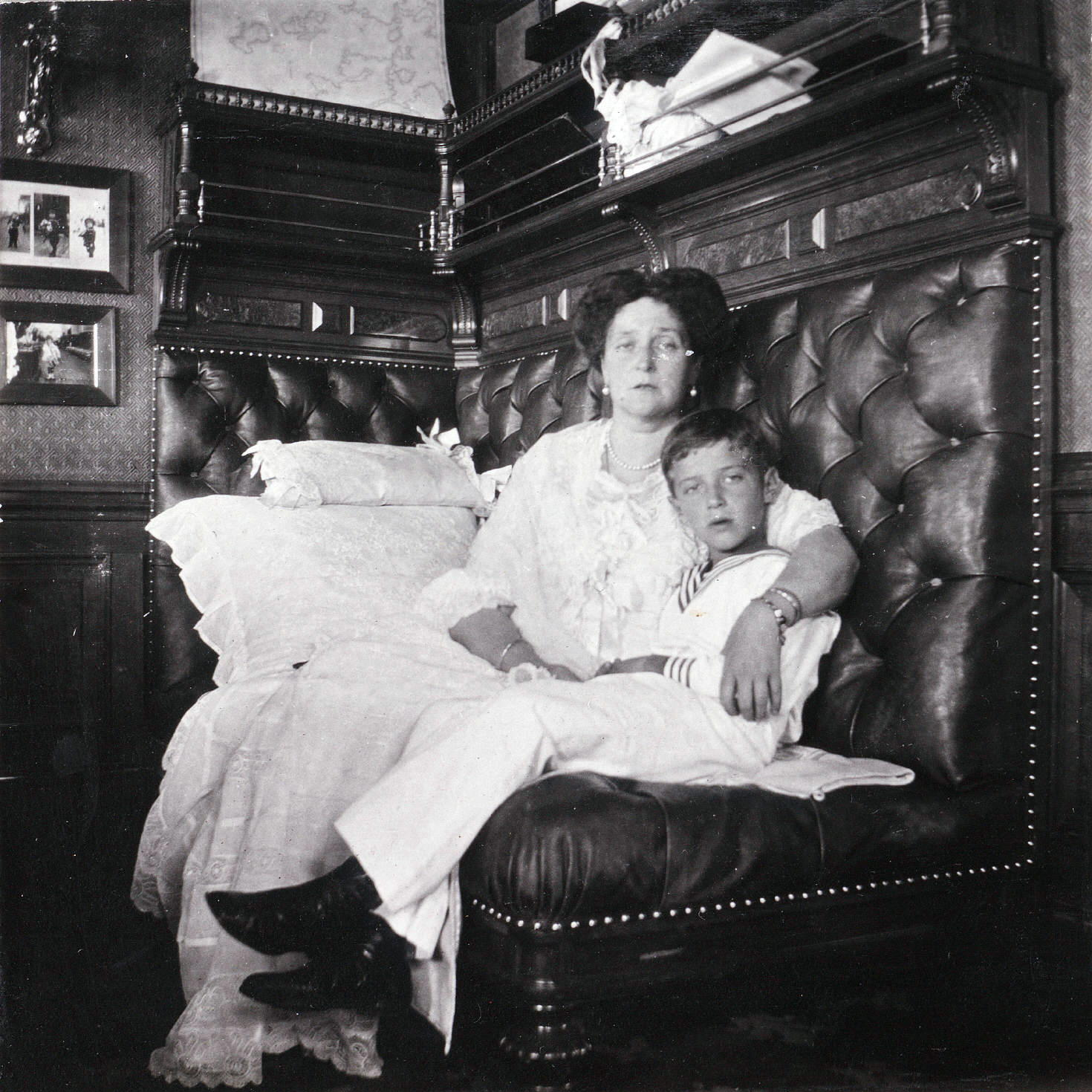
Alexei com a mãe em 1910.

Alexei herdou a hemofilia de sua mãe Alexandra, uma condição que pode ser rastreada até sua avó materna, a rainha Vitória do Reino Unido. Em 2009, a análise genética determinou especificamente que ele sofria de hemofilia B. Ele teve que tomar cuidado para não se machucar, porque não possuía o fator IX, uma das proteínas necessárias para a coagulação do sangue. Segundo seu tutor francês, Pierre Gilliard, a natureza de sua doença foi mantida em segredo de Estado.  Sua hemofilia era tão grave que lesões triviais, como uma contusão, uma hemorragia nasal ou um corte, eram potencialmente fatais.  Dois marinheiros da marinha foram designados para ele para monitorá-lo e supervisioná-lo para evitar ferimentos, que ainda eram inevitáveis.  Eles também o carregaram quando ele não conseguiu andar. Além de ser uma fonte de constante tormento para seus pais, os episódios recorrentes de doenças e longas recuperações interferiram bastante na educação de Alexei.
Em setembro de 1912, os Romanov estavam visitando seu retiro de caça na Floresta Białowieża; em 5 de setembro, o jovem Tsesarevich pulou em um barco a remo e atingiu uma das abas. Um grande machucado apareceu em poucos minutos. Dentro de uma semana, o hematoma diminuiu de tamanho.  Em meados de setembro, a família mudou-se para Spała (então na Polônia). Em 2 de outubro, depois de uma viagem pela floresta, "a trepidação da carruagem fez com que o hematoma ainda em cura na parte superior da coxa se rompesse e começasse a sangrar novamente". Alexei teve que passar por um procedimento em um estado quase inconsciente. Sua temperatura subiu e seus batimentos cardíacos caíram, causados por um inchaço na virilha esquerda; Alexandra mal saiu de sua cabeceira. Um registro constante foi mantido da temperatura do garoto.  Em 10 de outubro, um boletim médico apareceu nos jornais  e Alexei recebeu o último sacramento. Sua condição melhorou de uma só vez, de acordo com o czar. Segundo Nelipa, Robert K. Massie estava certo ao sugerir que fatores psicológicos desempenham um papel. A tendência positiva continuou ao longo do dia seguinte. Não está exatamente claro em que dia, 9,  10 ou 11 de outubro , a czarina se voltou para sua melhor amiga dama de companhia, Anna Vyrubova, para garantir a ajuda. De acordo com a filha, Rasputin recebeu o telegrama em 12 de outubro  e no dia seguinte ele respondeu, com um breve telegrama, incluindo a profecia: "O pequeno não vai morrer. Não permita que os médicos o incomodem demais". Em 19 de outubro, sua condição estava consideravelmente melhor e o hematoma desapareceu, mas Alexei precisou passar por terapia ortopédica para endireitar a perna esquerda.
Existem várias explicações para a capacidade de Rasputin. Como Rasputin hipnotizou Alexei, administrou ervas para ele, ou que seu conselho para a czarina de não deixar que os médicos incomodassem Alexei ajudou muito a cura do garoto. Outros especularam que, com as informações que ele obteve de seu confidente no tribunal, dama de companhia Anna Vyrubova, Rasputin cronometrou suas intervenções para quando Alexei estava no caminho da recuperação de qualquer maneira, e reivindicou todo o crédito. O médico da corte Botkin acreditava que Rasputin era um charlatão e seus aparentes poderes de cura surgiram do uso da hipnose, mas Rasputin não estava interessado nessa prática antes de 1913 e seu professor Gerasim Papandato foi expulso de São Petersburgo. Felix Yusupov, um dos inimigos de Rasputin, sugeriu que ele secretamente drogasse Alexei, com ervas tibetanas que ele recebeu do charlatão Peter Badmayev, mas essas drogas foram educadamente rejeitadas pelo tribunal. Para Maria Rasputin, era magnetismo. Para Greg King, essas explicações não levam em consideração os momentos em que Rasputin curou o garoto, apesar de estar a 2 600 km (1 650 milhas) de distância. Para Fuhrmann, essas idéias sobre hipnose e drogas floresceram porque a Família Imperial viveu vidas tão isoladas. ("Eles viviam quase tão distantes da sociedade russa como se fossem colonos no Canadá".) Para Moynahan: "Não há evidências de que Rasputin tenha convocado espíritos, ou sentiu a necessidade de fazê-lo; ele conquistou seus admiradores pela força da personalidade, não por truques". Para Shelley, o segredo de seu poder estava no sentido de calma, força suave e calor brilhante de convicção. Radzinsky acreditava que ele realmente possuía uma capacidade de cura sobrenatural ou que suas orações a Deus salvaram o menino.
Os historiadores franceses Hélène Carrère d'Encausse e Diarmuid Jeffreys, especularam que a prática de cura de Rasputin incluía interromper a administração de aspirina, um analgésico para alívio da dor disponível desde 1899. A aspirina é um antiagregante e tem propriedades para afinar o sangue; evita a coagulação e promove sangramentos que poderiam ter causado a hemartrose. A "droga maravilhosa" teria piorado o inchaço e a dor das articulações de Alexei.   
Alexei e suas irmãs foram ensinados a ver Rasputin como "nosso amigo" e a trocar confidências com ele. Alexei estava bem ciente de que ele poderia não viver até a idade adulta. Quando ele tinha dez anos, sua irmã mais velha, Olga, o encontrou deitado de costas, olhando para as nuvens e perguntou o que estava fazendo. "Gosto de pensar e pensar", respondeu Alexei. Olga perguntou o que ele gostava de pensar. "Oh, tantas coisas", respondeu o garoto. "Aprecio o sol e a beleza do verão o máximo que posso. Quem sabe se um dia desses não serei impedido de fazê-lo?".
Durante as crises de hemofilia, a sua única esperança era Grigori Rasputin, um monge da Sibéria que tinha o dom de, aparentemente, curar o czarevich. Com a sua presença, Alexei conseguia ter uma vida mais produtiva. Sempre que tinha uma crise, Rasputine era chamado ao palácio e curava-o.
Foi dito que, durante as crises da doença, a sua irmã mais nova, Anastásia, recebia autorização para ficar ao seu lado e tentava fazê-lo esquecer das dores contando-lhe anedotas.

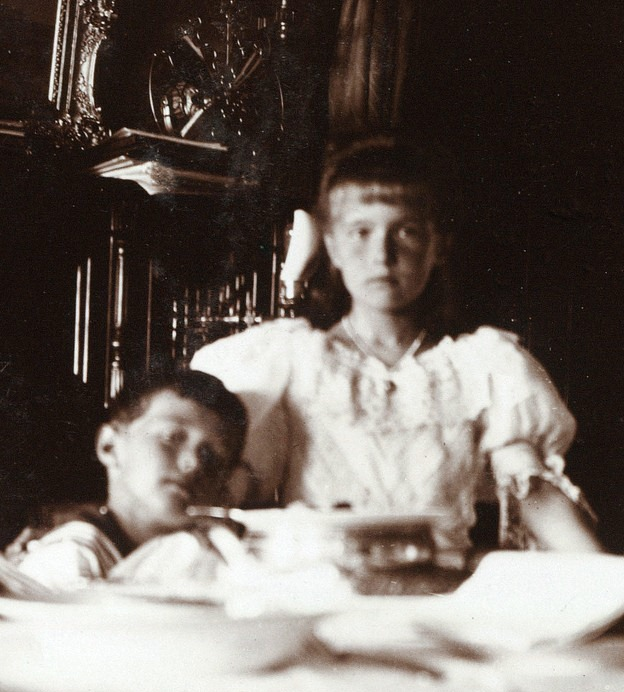
Alexei era muito chegado à sua irmã Anastásia, três anos mais velha.

### Fim de infância e Primeira Guerra Mundial

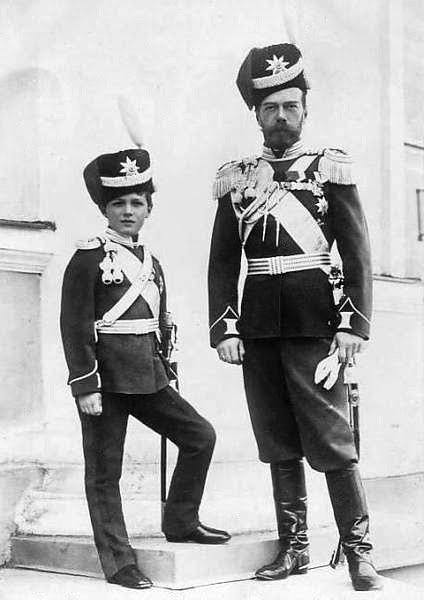
Alexei com o pai em 1914.

Em setembro de 1912, após a celebração pública do centenário da derrota de Napoleão, houve uma festa de gala em Bordino. Nesta festa estiveram presentes a família imperial, a corte principal (Gilliard, Botkin, Derevenko) e muitos dignitários estrangeiros. Durante a noite, Alexei e um amigo encontraram alguns copos cheios de vodka, então decidiram experimentá-los e poucos minutos mais tarde estavam embriagados. Pierre Gilliard falou com eles durante alguns momentos e percebeu o que tinha acontecido. Então dirigiu-se à mãe de Alexei e contou-lhe o que viu. Ela não acreditou nele, por isso o tutor apontou para o lugar onde eles estavam. Alexei e o amigo estavam a rir-se, a comportar-se de uma forma estranha, tornando-se "alegres" demais com as moças da festa, o que surpreendeu à seu pai. Alexandra foi ter com eles e levou-os para longe dos olhares dos convidados. Nada aconteceu devido a este incidente, mas tanto Alexei como o amigo não conseguiram sair da cama no dia seguinte.
Nos dois anos que se seguiram, a vida de Alexei seguiu calmamente. Aproveitava todos os momentos que tinha livres e tentava corresponder às expectativas que cada um tinha dele, mas também passou ainda por algumas crises de hemofilia que ficaram cada vez mais raras à medida que crescia, dando esperança de que a previsão de Rasputine de que, se o herdeiro chegasse aos 17 anos, não sofreria mais crises, talvez se realizasse.
Durante estes dois anos ocorreram as celebrações do tricentenário da dinastia Romanov que duraram meses, com festas sem fim e muitos eventos públicos nos quais a família tinha de participar. Também durante este período, Alexei juntou-se a uma organização de escoteiros americanos que operava na Rússia onde adquiriu prática em liderança que precisava para ser czar.
Durante a Primeira Guerra Mundial, ele viveu com seu pai no quartel-general em Mogilev por um longo tempo, e pôde observar a vida militar.
Em dezembro de 1916, o general britânico John Hanbury Williams recebeu a notícia de que o seu filho tinha morrido ao combater com o exército britânico em França. Nicolau II mandou o seu filho de 12 anos sentar-se junto do General de luto. O papa disse-me para me vir sentar consigo porque pensou que o senhor se podia sentir sozinho esta noite,  disse Alexei ao general. Tal como todos os homens Romanov, Alexei cresceu a usar uniformes de marinheiro e a brincar às guerras desde que começou a dar os primeiros passos. O seu pai começou a prepará-lo para o seu futuro como czar, convidando-o a sentar-se ao pé de si em reuniões com os ministros.

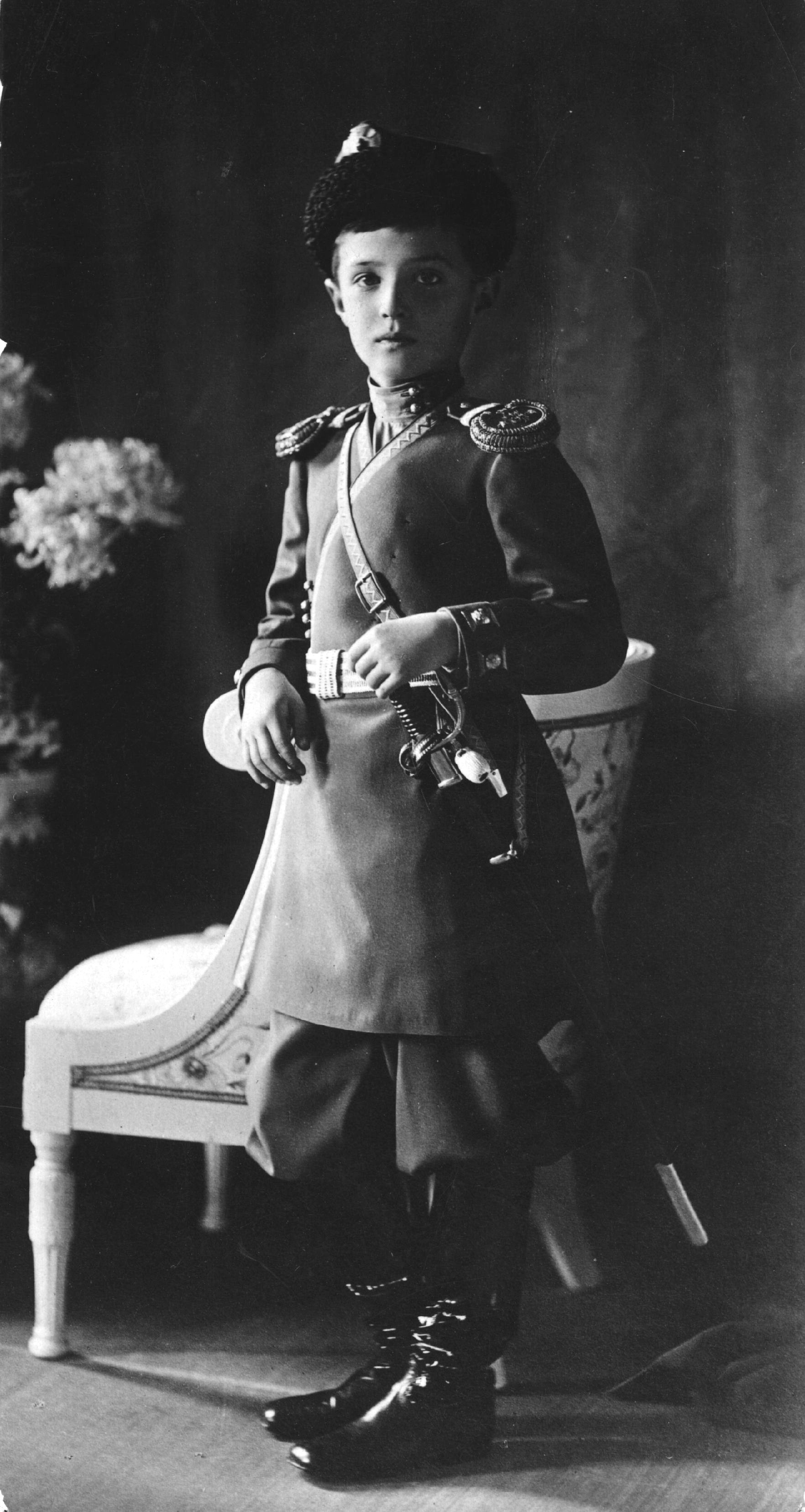
Alexei em uniforme do regimento Jaeger da família Imperial.

O coronel Mordinov, que conviveu bastante com Alexei durante a Primeira Guerra Mundial, disse sobre o czarevich:
Ele tinha aquilo a que nós russos chamamos um "coração dourado". Ele ligava-se facilmente às pessoas, gostava delas e tentava fazer o seu melhor para as ajudar, especialmente quando, a seu ver, essa pessoa tinha sido magoada injustamente. O seu amor, tal como o dos seus pais, era baseado principalmente em pena. O czarevich Alexei Nikolaevich era um rapaz muito preguiçoso, mas com muitas capacidades (acho que era preguiçoso exatamente por conhecer as suas capacidades). Ele compreendia facilmente tudo, era pensativo e tinha uma maturidade muito superior à sua idade. Apesar do seu bom carácter, ele prometia vir a ser um czar firme e independente.
Numa ocasião, quando o navio onde ele e o pai seguiam estava a regressar ao porto, Nicolau e o capitão foram até à costa para discutir estratégias com alguns generais. O navio deveria permanecer escondido. Estava a chover e a visibilidade era pouca. Com o comandante e o czar em terra, Alexei foi o comandante do navio. Enquanto estava a brincar com os amigos na sala de reuniões, foi chamado à sala de comandos e informado de que um navio desconhecido se aproximava. Sabendo bem que a guerra continuava em força e que podiam estar em perigo, decidiu colocar a tripulação a interceptar o navio e a carregar as armas. Quando as armas estavam carregadas, não hesitou em ordenar a tripulação para dispararem. O navio inimigo foi atingido e então prepararam-se para responder ao ataque. Sabendo disto, Alexei ordenou manobras evasivas. O navio inimigo respondeu ao ataque, mas falhou o alvo. Quando o navio se aproximou, a tripulação apercebeu-se que se tratava do Estrela Polar (o navio da sua avó Maria Feodorovna). Então Alexei ordenou que fosse hasteada a bandeira branca e que o seu navio se encostasse ao da avó para tratar dos feridos.
Este acidente foi muito divulgado, mas o herdeiro acabou por não ser castigado, uma vez que tinha feito o que qualquer um faria na sua situação.
Alexei acabou por regressar a casa depois de, durante uma visita a um hospital público, descobrir que pré-adolescentes e mesmo crianças estavam a lutar na guerra e teve uma longa discussão com o pai por causa disso. Então Nicolau achou melhor que ele não continuasse na frente.
Em março de 1917, o seu pai abdicou do trono e a família foi exilada.

## Exílio e morte

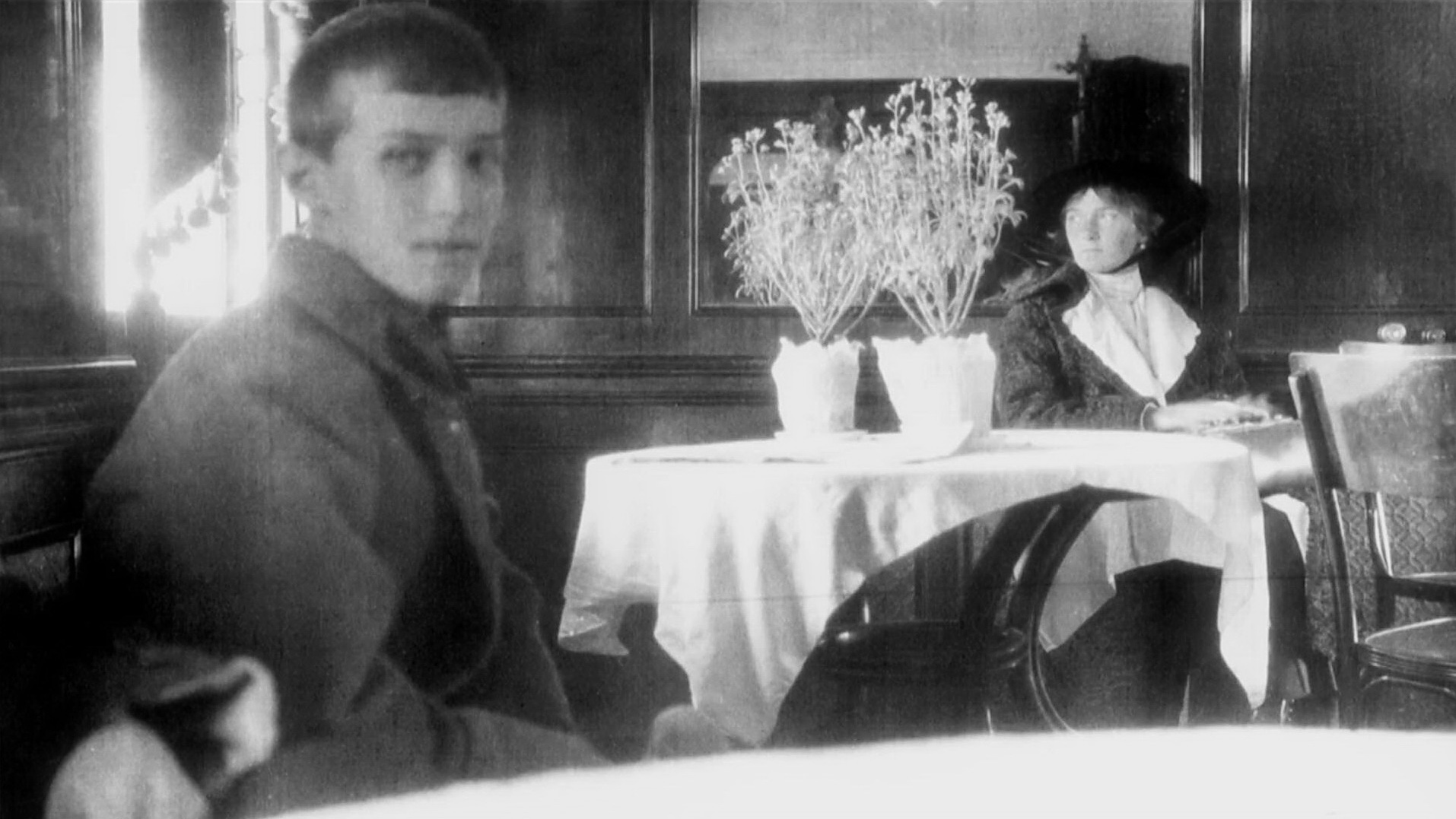
Última fotografia conhecida de Alexei e da sua irmã Olga. Foi tirada a bordo do navio "Rus" que os levou de Tobolsk para Ekaterinburgo

Durante o exílio em Tobolsk, Alexei queixou-se no seu diário da monotonia da sua vida actual e pediu misericórdia de Deus. Tinha autorização para brincar ocasionalmente com Kolya, o filho de um dos seus médicos e com um ajudante de cozinha chamado Leonid Sednev (em quem se inspirou o livro "The Kitchen Boy"). 
Quando foi crescendo, Alexei parecia magoar-se de propósito. Em Tobolsk, deslizou com um trenó pelas escadas abaixo e feriu-se gravemente. Foi exactamente esse ferimento que impediu as suas irmãs Olga, Tatiana e Anastásia de acompanharem os pais e a irmã Maria quando estes foram enviados para Ekaterinburgo. Também devido a este ferimento, Alexei teve de ficar preso a uma cadeira-de-rodas durante as semanas que lhe restavam de vida.
O Tsesarevich estava com menos de um mês de seu décimo quarto aniversário quando foi executado em 17 de julho de 1918 na adega da Casa Ipatiev em Ecaterimburgo. O assassinato foi realizado por forças da polícia secreta bolchevique sob Yakov Yurovsky. De acordo com um relato da execução, a família foi instruída a se levantar e se vestir no meio da noite porque eles seriam transferidos. Nicolau II levou Alexei para o porão. A mãe dele pediu que trouxessem cadeiras para que ela e Alexei pudessem se sentar. Quando a família e seus empregados foram estabelecidos, Yurovsky anunciou que eles seriam executados.  O esquadrão de tiros matou Nicolau, a czarina e os dois servos.  Alexei permaneceu sentado na cadeira, "aterrorizado", antes que os assassinos se voltassem contra ele e atirassem nele várias vezes. O garoto permaneceu vivo e os assassinos tentaram esfaqueá-lo várias vezes com baionetas. "Nada parecia funcionar", escreveu Yurovsky mais tarde. "Apesar de ferido, ele continuou a viver." Sem o conhecimento do esquadrão da morte, o torso do Tsarevich estava protegido por uma camisa embrulhada em pedras preciosas que ele usava embaixo da túnica. Finalmente, Yurovsky deu dois tiros na cabeça do garoto e ele ficou em silêncio.
Por décadas (até que todos os corpos foram encontrados e identificados), os teóricos da conspiração sugeriram que um ou mais membro da família de alguma forma sobreviveram ao massacre. Várias pessoas afirmaram ser membros sobreviventes da família Romanov após os assassinatos. As pessoas que fingiram ser o Tsarevich incluem: Alexei Poutziato, Joseph Veres, Heino Tammet, Michael Goleniewski e Vassili Filatov.  No entanto, os cientistas consideraram extremamente improvável que ele escapasse da morte, devido à sua hemofilia ao longo da vida.
Embora poucos, apareceram alguns rumores sobre a sua possível sobrevivência e mesmo pessoas que se fizeram passar por ele.
Quando os corpos do resto da família foram encontrados, tanto a equipa de cientistas americanos como a russa concluíram que o seu corpo era um dos que faltavam, juntamente com o da sua irmã Maria ou Anastásia.
Após a descoberta de restos mortais numa área próxima do local onde tinham sido descobertos os restantes corpos da família, no dia 27 de agosto de 2007, duas equipas de investigadores (uma americana e outra russa), passaram 8 meses a analisá-los procurando provas para garantir que aqueles se tratavam dos restos mortais de Alexei e da sua irmã Maria.
A confirmação chegou durante uma conferência de imprensa no dia 30 de abril de 2008 que deu como encerrado o mistério, provando que os dois últimos filhos de Nicolau II tinham, de facto morrido com a restante família.
Está sepultado na Fortaleza de São Pedro e São Paulo, São Petersburgo na Rússia.

## Canonização
Em 2000, Alexei e sua família foram canonizados como Portadores da Paixão pela Igreja Ortodoxa Russa. A família foi anteriormente canonizada em 1981 pela Igreja Ortodoxa Russa no estrangeiro como neomártires. Os corpos do czar Nicolau II, da czarina Alexandra e de três filhas foram finalmente enterrados na Catedral de São Pedro e Paulo em São Petersburgo em 17 de julho de 1998, oitenta anos após seu assassinato.

## Historicidade
Alexei era o herdeiro do trono romanov. Paulo I aprovara leis proibindo as mulheres de suceder ao trono (a menos que não houvesse dinastias masculinas legítimas, nesse caso, o trono passaria à parente feminina mais próxima do último czar). Isso foi feito em vingança pelo que ele considerava o comportamento ilegal de sua mãe, Catarina II ("a Grande") ao depor seu pai Pedro III.
Nicolau II foi forçado a abdicar em 15 de março de 1917. Ele fez isso em favor de seu filho de doze anos, Alexei, que ascendeu ao trono sob uma regência. Mais tarde, Nicolau decidiu alterar sua abdicação original. Se esse ato teve alguma validade legal está aberto a especulações. Nicolau consultou médicos e outros presentes e percebeu que ele teria que ser separado de Alexei. Não querendo que Alexei se separasse da família, Nicolau alterou o documento de abdicação em favor de seu irmão mais novo, o grão-duque Miguel Alexandrovich da Rússia. Depois de receber conselhos sobre se sua segurança pessoal poderia ser garantida, Miguel se recusou a aceitar o trono sem a aprovação do povo através de uma eleição realizada pela Assembléia Constituinte proposta; nunca houve tal referendo.

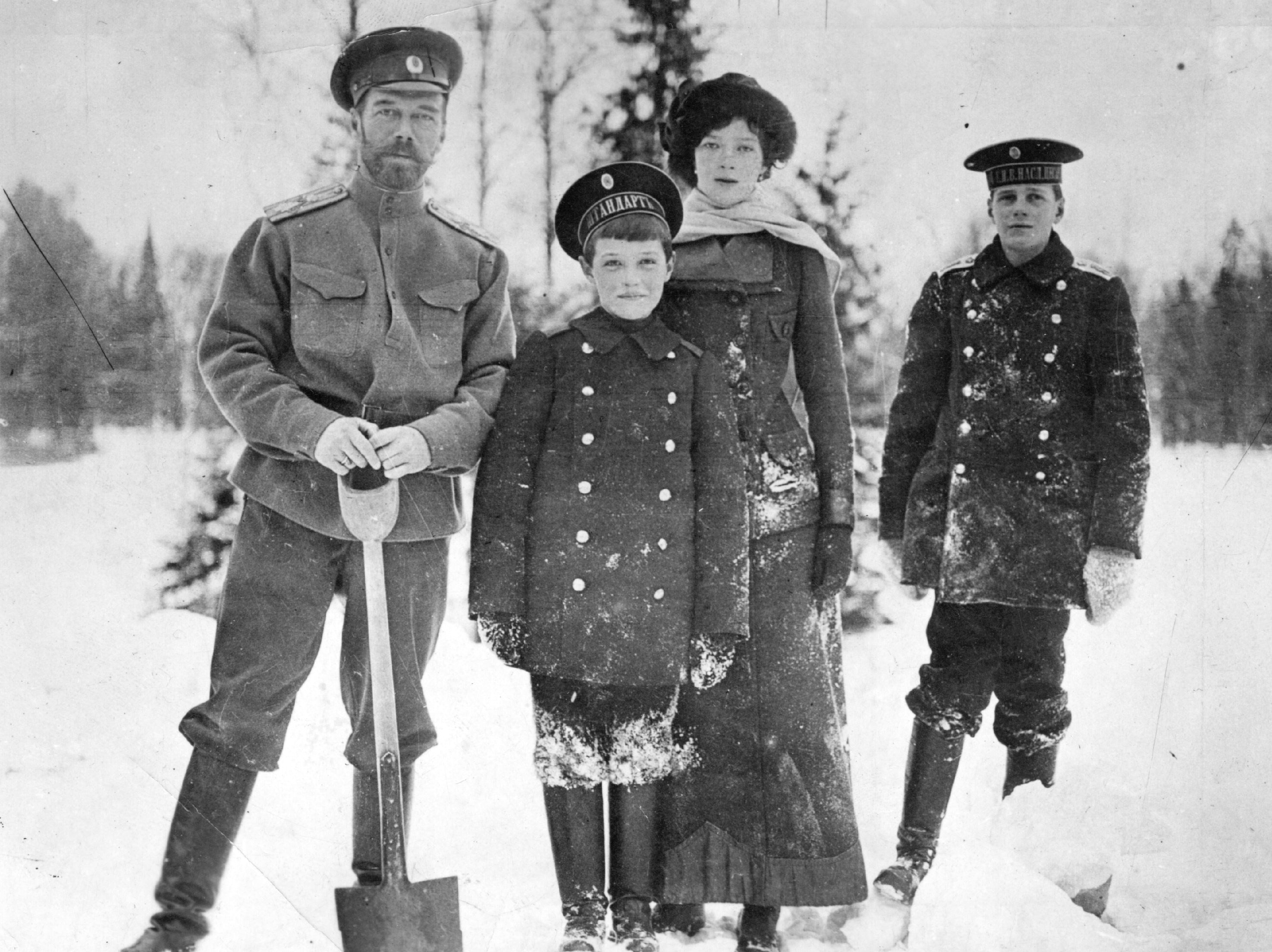
Nicolau II, Alexei, Tatiana e Nikita.

A hemofilia de Alexei foi parte integrante da ascensão de Grigori Rasputin. Uma das muitas coisas que Rasputin fez que, involuntariamente, facilitou a queda dos Romanovs foi dizer ao czar que a guerra seria vencida quando ele (o czar Nicolau II) assumisse o comando do exército russo.  Seguir esse conselho foi um erro grave, pois o czar não tinha experiência militar.  A czarina, imperatriz Alexandra, uma mulher profundamente religiosa, passou a confiar em Rasputin e acreditar em sua capacidade de ajudar Alexei onde os médicos convencionais haviam falhado. Este tema é explorado em Nicholas e Alexandra, de Robert K. Massie.
Cuidar de Alexei desviou seriamente a atenção de seu pai, Nicolau II, e do resto dos Romanov dos negócios de guerra e governo.
A ilha Tsarevich Alexei (em russo: Остров Цесаревича Алексея), mais tarde renomeada Ilha Maly Taymyr, foi nomeada em homenagem ao Tsarevich da Rússia pela Expedição Hidrográfica do Oceano Ártico de 1913, liderada por Boris Vilkitsky em nome do Serviço Hidrográfico da Rússia.

## Honras
império Russo:

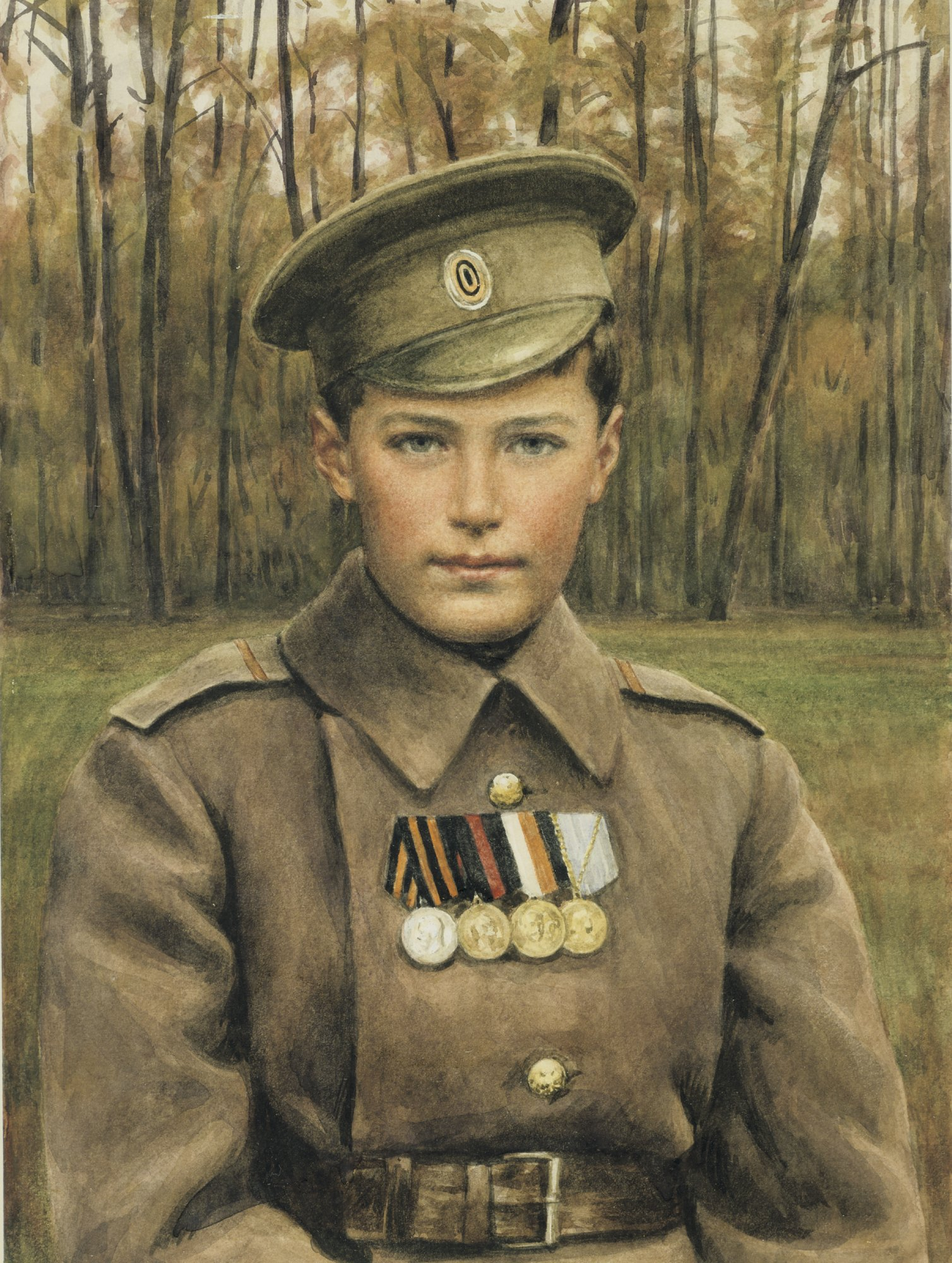
Retrato de Alexei, vestido com o casaco do soldado, boné e ombreiras de um cabo.

- Ordem de Santo André Apóstolo Cavaleiro, 11 de agosto de 1904.
- Ordem de São Alexandre Nevsky, Cavaleiro, 11 de agosto de 1904.
- Ordem de Santa Ana, Cavaleiro 1ª Classe, 11 de agosto de 1904.
- Ordem de São Estanislau, Cavaleiro 1ª Classe, 11 de agosto de 1904.
- Ordem Imperial da Águia Branca, Cavaleiro, 11 de agosto de 1904.
- Medalha de São Jorge, 4ª classe, 17 de outubro de 1915.

 França: Legião de Honra, Grand Cross, 8 de julho de 1914.
 Suécia: Ordem Real dos Serafins, Cavaleiro, 27 de junho de 1909.
 Reino da Itália: Ordem da Anunciação, Cavaleiro, 1909.
 Dinastia Qing: Ordem do Dragão Duplo.

## Influência na cultura
Alexei foi representado em vários livros e filmes desde a sua morte. Um dos primeiros e mais famosos filmes foi Rasputin and the Empress de 1932 onde participavam os três irmãos Barrymore. Lionel Barrymore tinha o papel de Rasputine, John Barrymore era uma personagem ficcional chamada Principe Paul (baseada no Príncipe Félix Yussupov) e Ethel Barrymore interpretava o papel de Alexandra, mãe de Alexei.
Em 1971, estreou o filme Nicolau e Alexandr. Alexei era a personagem principal do enredo que começava com o seu nascimento em 1904. Em 1986, o papel coube a Christian Bale no telefilme Anastasia: The Mystery Of Anna.
Mais tarde, em 1996, estreava o filme Rasputin: Dark Servant of Destiny. O czarevich era, novamente, a personagem central num filme onde Rasputine foi interpretado por Alan Rickman e Nicolau II pelo veterano Ian McKellen. A sua personagem voltaria a ser interpretada na produção russa Romanovy: Ventsenosnaya semya ("Romanov: Uma Família Imperial"), um filme que retrata os últimos dias da família imperial russa, no entanto, desta vez, teve de partilhar o protagonismo com as suas quatro irmãs.
Em 2010, foi retratado junto com sua família no livro "O Palácio de Inverno" de John Boyne. O livro é uma ficção, porém retrata a história dos Romanov de uma maneira realista.
Foi retratado no docudrama inglês The Last Czars que estreou na Netflix em 3 de julho de 2019.